# Campionati mondiali di nuoto in vasca corta 2022 - 50 metri stile libero femminili
La gara dei 50 metri stile libero femminili dei campionati mondiali di nuoto in vasca corta 2022 si è svolta il 16 e 17 dicembre 2022. Al mattino del 16 dicembre si sono svolte le batterie e nella serata le semifinali, mentre la finale si è disputata nella serata del 17 dicembre.

## Podio
| Pos.    | Atleta           | Nazione       |
| ------- | ---------------- | ------------- |
| Oro     | Emma McKeon      | Australia     |
| Argento | Katarzyna Wasick | Polonia       |
| Bronzo  | Anna Hopkin      | Gran Bretagna |

## Record
Prima della manifestazione il record del mondo (RM) e il record dei campionati (RC) erano i seguenti.
|  | 22"93 | Ranomi Kromowidjojo | 7 agosto 2017 Berlino      |
|  | 23"08 | Sarah Sjöström      | 21 dicembre 2021 Abu Dhabi |

Durante la competizione è stato migliorato il seguente record:
|  | 23"04 | Emma McKeon |

## Risultati

### Batterie
| Pos. | Batteria | Corsia | Atleta                | Nazionalità         | Tempo       | Note |
| ---- | -------- | ------ | --------------------- | ------------------- | ----------- | ---- |
| 1    | 8        | 4      | Katarzyna Wasick      | Polonia             | 23"74       | Q    |
| 2    | 6        | 5      | Meg Harris            | Australia           | 23"77       | Q    |
| 3    | 8        | 2      | Julie Kepp Jensen     | Danimarca           | 23"79       | Q    |
| 4    | 7        | 3      | Anna Hopkin           | Gran Bretagna       | 23"86       | Q    |
| 4    | 7        | 6      | Mélanie Henique       | Francia             | 23"86       | Q    |
| 6    | 7        | 4      | Emma McKeon           | Australia           | 23"93       | Q    |
| 7    | 7        | 5      | Michelle Coleman      | Svezia              | 23"94       | Q    |
| 8    | 6        | 6      | Erika Brown           | Stati Uniti         | 23"98       | Q    |
| 9    | 8        | 8      | Neža Klančar          | Slovenia            | 24"16       | Q    |
| 10   | 6        | 4      | Claire Curzan         | Stati Uniti         | 24"17       | Q    |
| 11   | 8        | 7      | Barbora Seemanová     | Rep. Ceca           | 24"24       | Q    |
| 12   | 6        | 3      | Valerie van Roon      | Paesi Bassi         | 24"33       | Q    |
| 12   | 8        | 3      | Wu Qingfeng           | Cina                | 24"33       | Q    |
| 14   | 7        | 2      | Kim Busch             | Paesi Bassi         | 24"37       | Q    |
| 15   | 6        | 1      | Rebecca Moynihan      | Nuova Zelanda       | 24"59       | Q    |
| 16   | 5        | 4      | Caitlin de Lange      | Sudafrica           | 24"67       | Q    |
| 17   | 8        | 1      | Jenjira Srisa-Ard     | Thailandia          | 24"69       |      |
| 18   | 7        | 7      | Yume Jinno            | Giappone            | 24"74       |      |
| 19   | 6        | 2      | Isabella Hindley      | Gran Bretagna       | 24"86       |      |
| 20   | 5        | 2      | Anna Hadjiloizou      | Cipro               | 24"93       |      |
| 20   | 5        | 5      | Andrea Berrino        | Argentina           | 24"93       |      |
| 20   | 6        | 7      | Lillian Slušná        | Slovacchia          | 24"93       |      |
| 23   | 7        | 1      | Diana Petkova         | Bulgaria            | 24"96       |      |
| 24   | 5        | 1      | Hur Yeon-kyung        | Corea del Sud       | 24"99       |      |
| 25   | 4        | 3      | Huang Mei-chien       | Taipei cinese       | 25"07       |      |
| 26   | 4        | 4      | Amel Melih            | Algeria             | 25"09       |      |
| 27   | 6        | 8      | Sirena Rowe           | Colombia            | 25"19       |      |
| 28   | 7        | 8      | Stephanie Balduccini  | Brasile             | 25"24       |      |
| 29   | 5        | 6      | Rafaela Fernandini    | Perù                | 25"36       |      |
| 30   | 5        | 3      | Chan Kin Lok          | Hong Kong           | 25"61       |      |
| 31   | 4        | 6      | Elisabeth Timmer      | Aruba               | 25"64       |      |
| 32   | 5        | 7      | Jasmine Alkhaldi      | Filippine           | 25"69       |      |
| 33   | 5        | 8      | Karen Torrez          | Bolivia             | 26"09       |      |
| 34   | 4        | 5      | Kirabo Namutebi       | Uganda              | 26"15       |      |
| 35   | 4        | 7      | Rhaniska Gibbs        | Bahamas             | 26"16       |      |
| 36   | 4        | 1      | Aleka Persaud         | Guyana              | 26"42       |      |
| 36   | 4        | 2      | Marie Khoury          | Libano              | 26"42       |      |
| 38   | 3        | 4      | Hana Beiqi            | Kosovo              | 26"84       |      |
| 39   | 4        | 8      | Nomvula Mjimba        | Zimbabwe            | 27"15       |      |
| 40   | 3        | 5      | Kaiya Brown           | Samoa               | 27"43       |      |
| 41   | 3        | 2      | Sophia Latiff         | Tanzania            | 27"63       |      |
| 42   | 2        | 1      | Cassandre Zenon       | Camerun             | 27"87       |      |
| 43   | 3        | 6      | Noelani Day           | Tonga               | 28"18       |      |
| 44   | 1        | 5      | Rachel Sanders        | Gibilterra          | 28"73       |      |
| 45   | 1        | 4      | Taeyanna Adams        | Micronesia          | 28"84       |      |
| 45   | 2        | 6      | Jhnayali Tokome-Garap | Papua Nuova Guinea  | 28"84       |      |
| 47   | 2        | 4      | Anushiya Tandukar     | Nepal               | 28"92       |      |
| 48   | 2        | 5      | Saba Sultan           | Kuwait              | 29"04       |      |
| 49   | 3        | 1      | Ammara Pinto          | Malawi              | 29"71       |      |
| 50   | 1        | 7      | Sonia Aktar           | Bangladesh          | 29"75       |      |
| 51   | 3        | 7      | Abbi Illis            | Sint Maarten        | 29"77       |      |
| 52   | 1        | 6      | Mashael Al-Ayed       | Arabia Saudita      | 29"87       |      |
| 53   | 3        | 8      | Kayla Hepler          | Isole Marshall      | 30"31       |      |
| 54   | 2        | 3      | Hamna Ahmed           | Maldive             | 30"35       |      |
| 55   | 2        | 8      | Ungilreng Ruluked     | Palau               | 32"04       |      |
| 56   | 2        | 2      | Imelda Ximenes Belo   | Timor Est           | 32"95       |      |
| 57   | 2        | 7      | Marie Amenou          | Togo                | 34"70       |      |
| 58   | 1        | 1      | Mary Yongai           | Sierra Leone        | 41"41       |      |
| DNS  | 1        | 2      | Mahra Al-Shehhi       | Emirati Arabi Uniti | Non partita |      |
| DNS  | 1        | 3      | Vanessa Bobimbo       | Rep. del Congo      | Non partita |      |
| DNS  | 3        | 3      | Rosemarie Rova        | Figi                | Non partita |      |
| DNS  | 8        | 5      | Zhang Yufei           | Cina                | Non partita |      |
| DNS  | 8        | 6      | Silvia Di Pietro      | Italia              | Non partita |      |

### Semifinali
| Pos. | Batteria | Corsia | Atleta            | Nazionalità   | Tempo | Note |
| ---- | -------- | ------ | ----------------- | ------------- | ----- | ---- |
| 1    | 2        | 4      | Katarzyna Wasick  | Polonia       | 23"37 | Q    |
| 2    | 1        | 3      | Emma McKeon       | Australia     | 23"51 | Q    |
| 3    | 2        | 6      | Michelle Coleman  | Svezia        | 23"77 | Q    |
| 4    | 1        | 5      | Anna Hopkin       | Gran Bretagna | 23"79 | Q    |
| 5    | 2        | 5      | Julie Kepp Jensen | Danimarca     | 23"93 | Q    |
| 6    | 1        | 4      | Meg Harris        | Australia     | 23"97 | Q    |
| 7    | 1        | 6      | Erika Brown       | Stati Uniti   | 24"00 | Q    |
| 7    | 2        | 3      | Mélanie Henique   | Francia       | 24"00 | Q    |
| 9    | 2        | 2      | Neža Klančar      | Slovenia      | 24"13 |      |
| 10   | 1        | 7      | Valerie van Roon  | Paesi Bassi   | 24"19 |      |
| 11   | 2        | 1      | Wu Qingfeng       | Cina          | 24"21 |      |
| 12   | 1        | 2      | Claire Curzan     | Stati Uniti   | 24"22 |      |
| 13   | 2        | 7      | Barbora Seemanová | Rep. Ceca     | 24"25 |      |
| 14   | 1        | 1      | Kim Busch         | Paesi Bassi   | 24"34 |      |
| 15   | 1        | 8      | Caitlin de Lange  | Sudafrica     | 24"53 |      |
| 16   | 2        | 8      | Rebecca Moynihan  | Nuova Zelanda | 24"67 |      |

### Finale
| Pos. | Corsia | Atleta            | Nazionalità   | Tempo | Note |
| ---- | ------ | ----------------- | ------------- | ----- | ---- |
|      | 5      | Emma McKeon       | Australia     | 23"04 |      |
|      | 4      | Katarzyna Wasick  | Polonia       | 23"55 |      |
|      | 6      | Anna Hopkin       | Gran Bretagna | 23"68 |      |
| 4    | 2      | Julie Kepp Jensen | Danimarca     | 23"71 |      |
| 5    | 3      | Michelle Coleman  | Svezia        | 23"72 |      |
| 6    | 7      | Meg Harris        | Australia     | 23"73 |      |
| 7    | 1      | Erika Brown       | Stati Uniti   | 23"76 |      |
| 8    | 8      | Mélanie Henique   | Francia       | 23"90 |      |